# Sapri

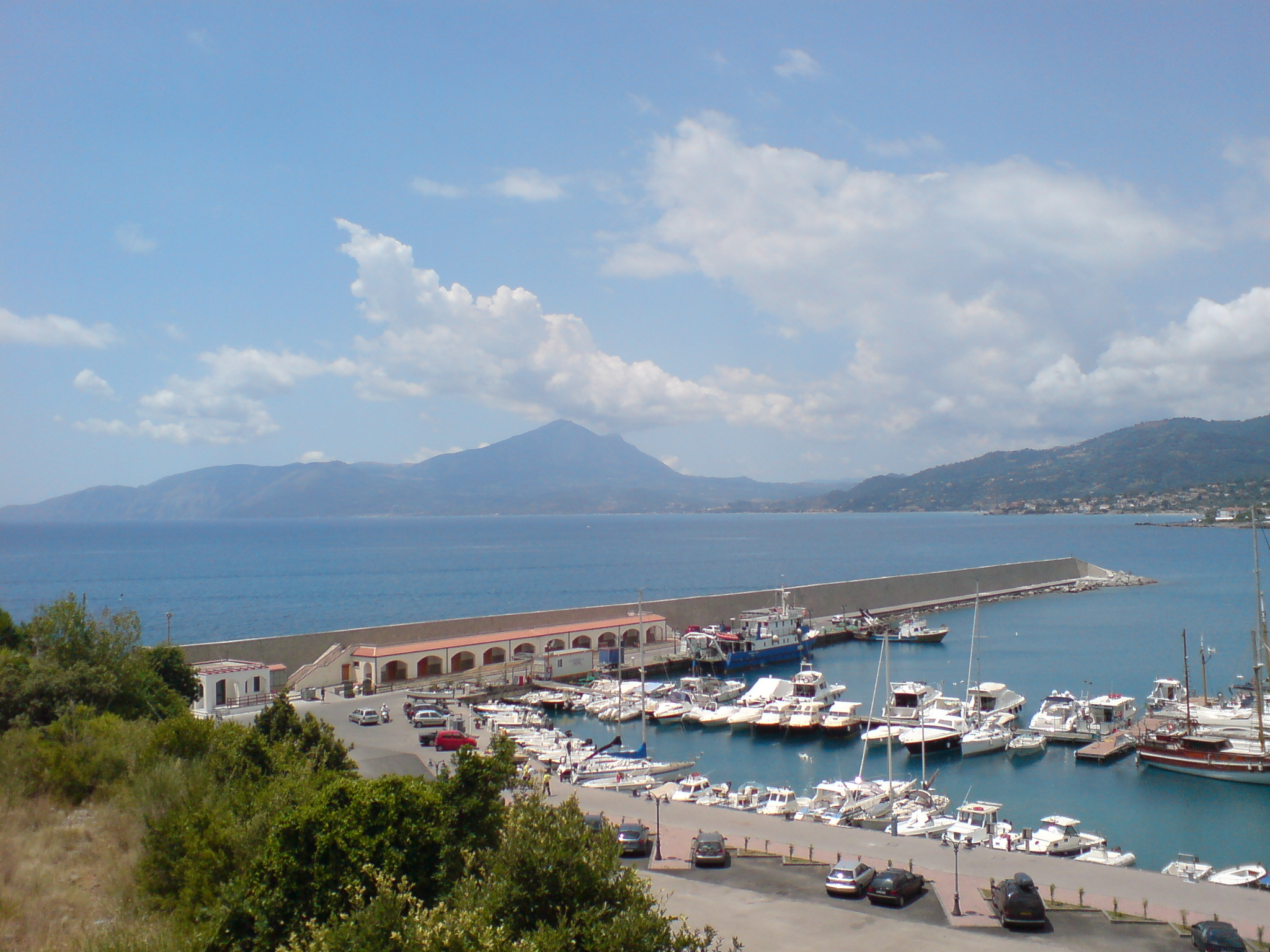
Haven van Sapri

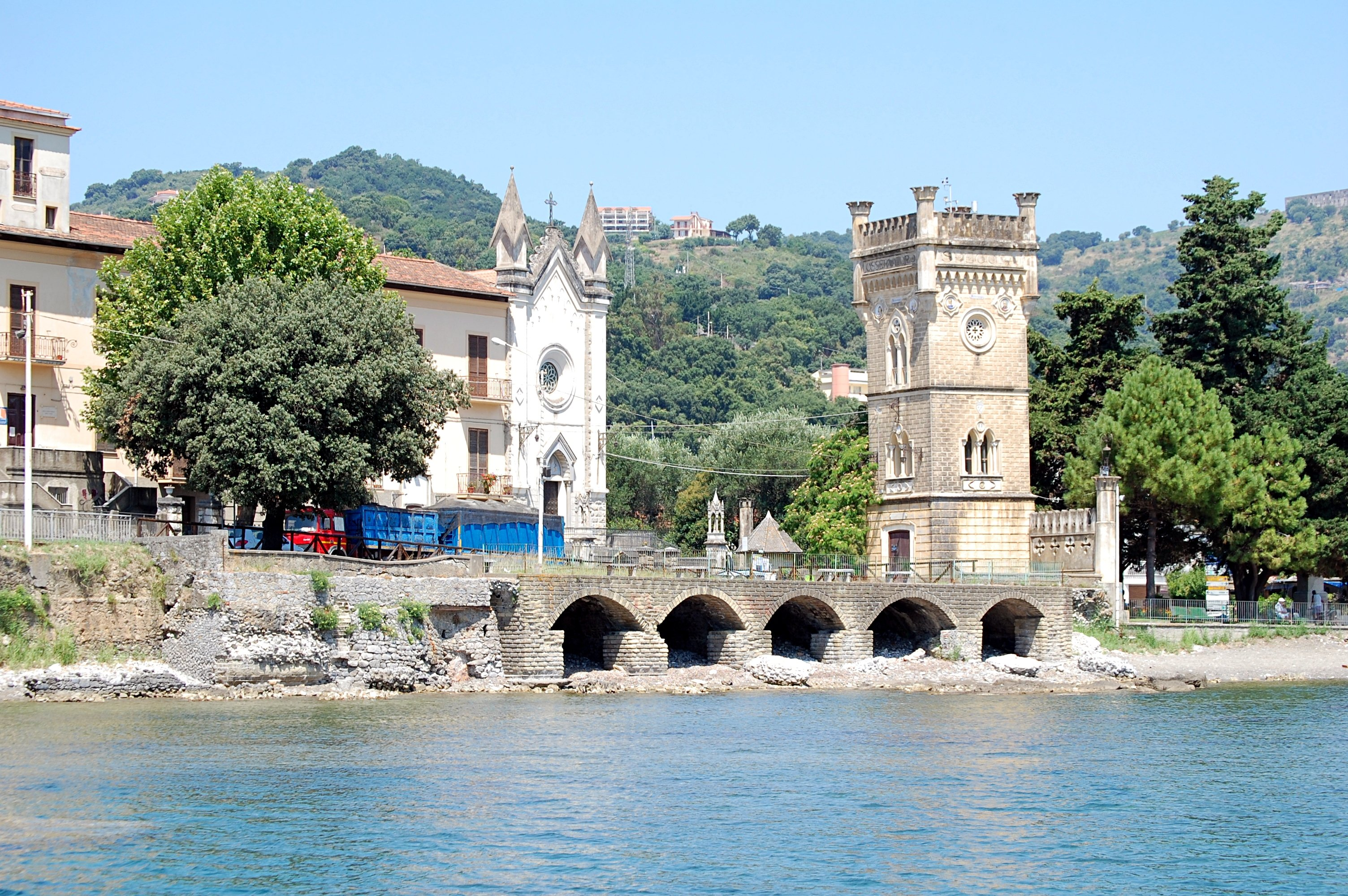
Chiesa di Santa Croce links en de "Specola"-toren rechts, gezien vanaf zee

Sapri is een gemeente in de nabijheid van het Nationaal Park Cilento e Vallo di Diano bij de kust van Cilentana in de Italiaanse provincie Salerno (regio Campanië) in het zuiden van Italië en telt 7038 inwoners (31-12-2010). De oppervlakte bedraagt 13,8 km², de bevolkingsdichtheid is 610 inwoners per km².
De volgende frazioni maken deel uit van de gemeente: Timpone.

## Bezienswaardigheden
- Chiesa di Santa Croce, kerk
- "Specola"-toren, astronomische observatietoren

## Demografie
Sapri telt ongeveer 2514 huishoudens. Het aantal inwoners steeg in de periode 1991-2001 met 0,9% volgens cijfers uit de tienjaarlijkse volkstellingen van ISTAT.
| Jaar | Inwoneraantal |
| ---- | ------------- |
| 1991 | 6961          |
| 2001 | 7022          |
| 2004 | 6987          |
| 2010 | 7038          |

## Geografie
De gemeente ligt op ongeveer 5 m boven zeeniveau.
Sapri grenst aan de volgende gemeenten: Maratea (PZ), Rivello (PZ), Torraca, Tortorella, Vibonati.

## Verkeer en vervoer
Sapri is bereikbaar vanaf Napels naar Salerno naar Battipaglia richting Sala Consilina via de A3 en de SP 16. De dichtstbijzijnde luchthaven is de luchthaven Salerno Costa d'Amalfi in Salerno. Het beschikt over een treinstation.